# Roman Wirastjuk
Roman Wirastjuk (ukrainisch Роман Вірастюк, engl. Transkription Roman Virastyuk; * 20. April 1968 in Iwano-Frankiwsk; † 27. Juli 2019) war ein ukrainischer Kugelstoßer.
Bei den Europameisterschaften 1994 in Helsinki gewann er Bronze, und ein Jahr später wurde er Siebter bei den Weltmeisterschaften in Göteborg.
Bei den Olympischen Spielen 1996 in Atlanta und den Weltmeisterschaften 1997 in Athen belegte er jeweils den sechsten Platz. 1999 schied er bei den Weltmeisterschaften 1999 in Sevilla ebenso aus wie bei den Olympischen Spielen 2000 in Sydney.
Auf einen neunten Platz kam er jeweils bei den Europameisterschaften 2002 in München und bei den Weltmeisterschaften 2003 in Paris/Saint-Denis. Zum Abschluss seiner Karriere startete er bei den Olympischen Spielen 2004 in Athen, scheiterte aber in der Qualifikation.
Dreimal wurde er ukrainischer Meister: 2000, 2002 und 2004. Seine Bestweite von 21,34 m erzielte er am 7. Mai 2000 in Iwano-Frankiwsk.
Roman Wirastjuk war 1,89 m groß und wog zu Wettkampfzeiten 135 kg. 1991 wurde er wegen Dopings für zwei Jahre gesperrt.